# 専念寺 (犬山市)
専念寺（せんねんじ）は、愛知県犬山市犬山西古券262にある浄土宗の寺院。山号は一部山。本尊は阿弥陀如来。
洲浜牡丹双鳥鏡が犬山市指定文化財。本堂、庫裏が登録有形文化財。境内には社会福祉法人白帝福祉会が運営する白帝保育園がある。

## 歴史

### 創建
弘治元年（1555年）、讃誉故念上人を開山として創建された。開基は犬山城主の池田恒興。犬山城主の小笠原氏と平岩氏の菩提寺である。

### 近現代
大正時代まで、参道には樹齢300年と推定される夫婦松の巨木があった。戦後にはマツの巨木が1本のみとなり、1964年（昭和39年）までには残ったマツも枯れて倒れた。
住職の岡田春鳳は犬山市選挙管理委員長なども歴任した。岡田春鳳は2002年（平成14年）2月15日に心不全で死去した。
2007年（平成19年）12月5日、本堂と庫裏が登録有形文化財に登録された。なお、犬山市では同時に常満寺の7件、佐橋家住宅主屋、浄誓寺本堂、西蓮寺の5件も登録されている。

## 白帝保育園

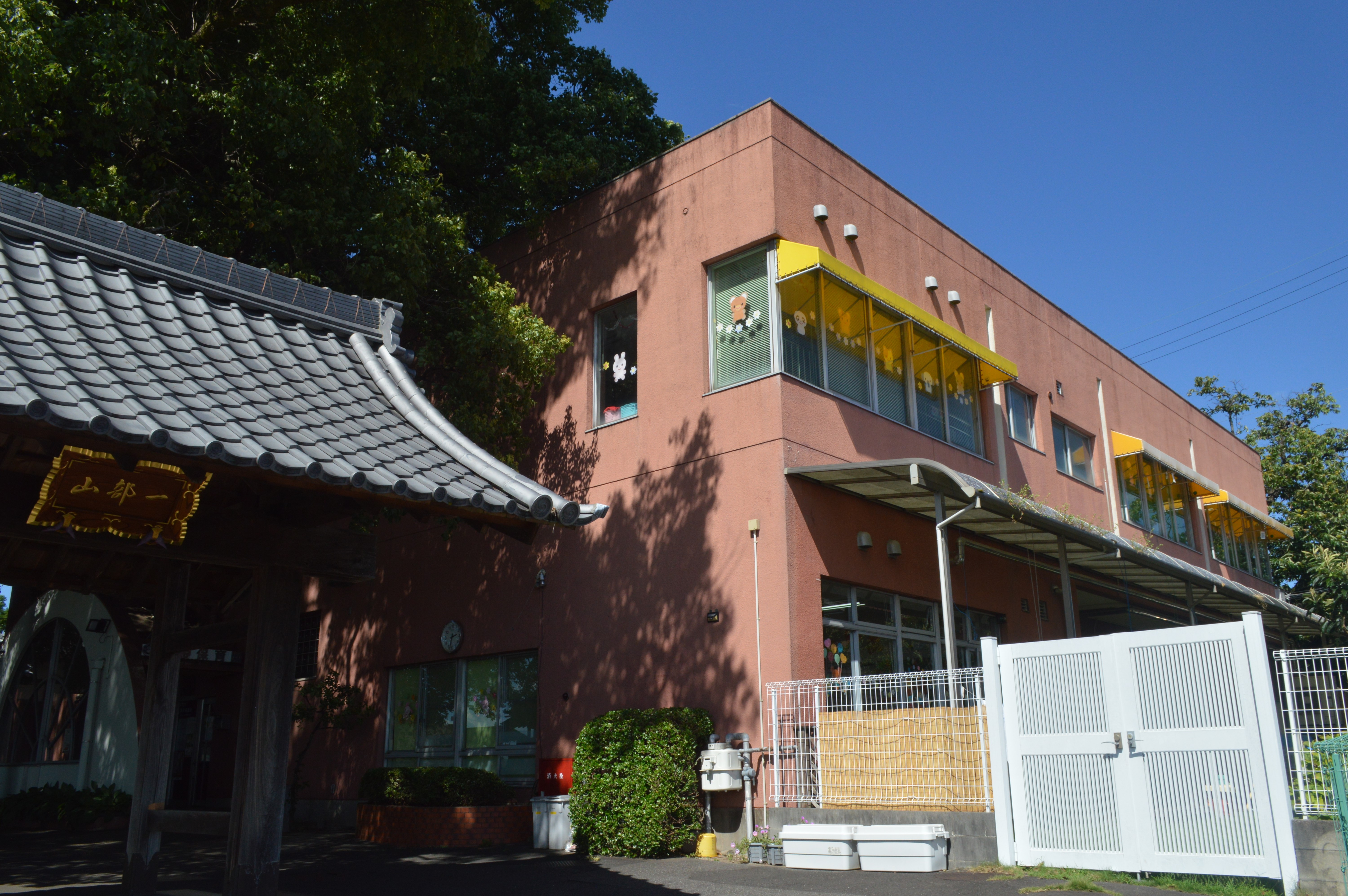
白帝保育園

1950年（昭和25年）2月10日、住職の岡田春鳳が本堂の一部を用いて白帝幼児園（現・白帝保育園）を設立し、4月に愛知県から認可を受けた。犬山市では初の保育園である。1971年（昭和46年）に社会福祉法人を設立し、1981年（昭和56年）に鉄筋コンクリート造2階建の園舎が完成した。
2000年（平成12年）2月10日に開園50周年を迎え、2月13日には記念式典が行われた。50年間の卒園児は2900人に上る。

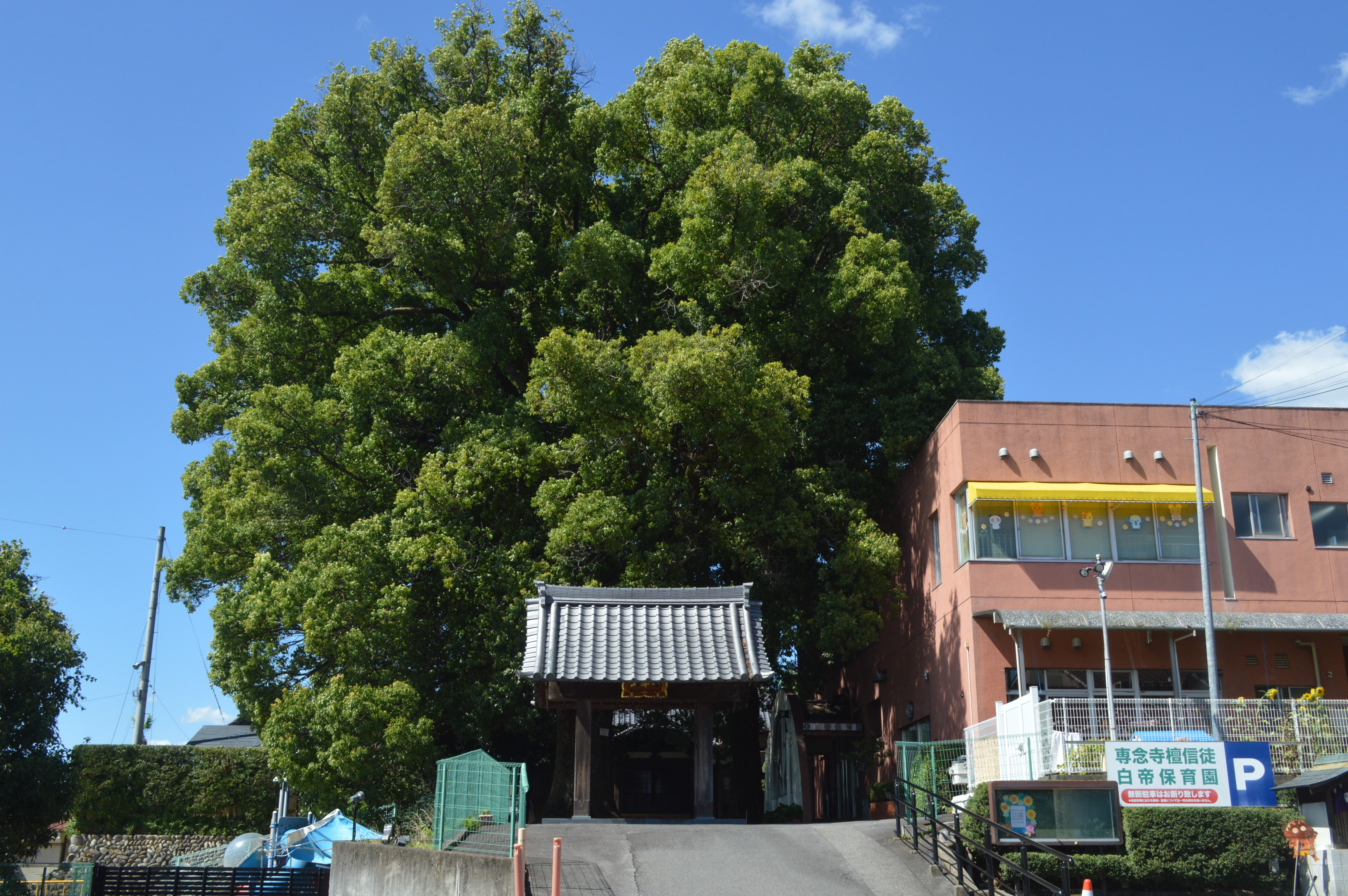
白帝保育園やクスノキが見える境内

## 文化財

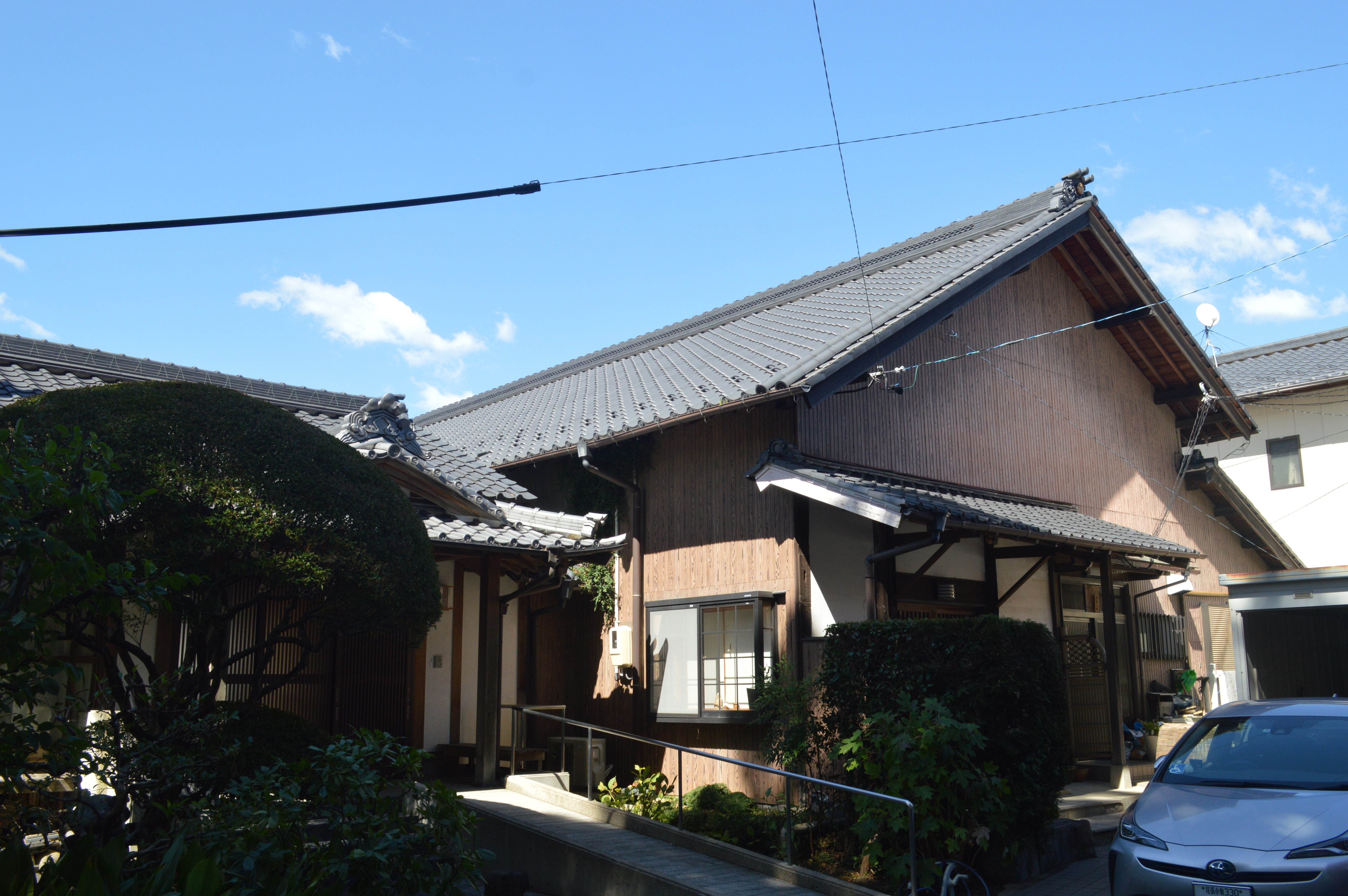
庫裏

### 市指定文化財
- 洲浜牡丹双鳥鏡
  - 1996年（平成8年）10月29日、犬山市指定文化財（工芸品）に指定された[9]。

### 登録有形文化財
- 本堂
  - 入母屋造、桟瓦葺[1]。建築面積228平方メートル[1]。桁行7間、梁間7間の七間堂[1]。境内の北側に南面して建つ[1]。広縁、外陣、内陣、脇間からなる浄土宗寺院本堂の典型的な平面を持つ[1]。
  - 寛文13年（1673年）竣工[1]。2004年（平成16年）改修[1]。2007年（平成19年）12月5日、登録有形文化財に登録された[1]。
- 庫裏
  - 切妻造、妻入、桟瓦葺[2]。建築面積216平方メートル[2]。桁行21メートル、梁間11メートル[2]。本堂の東側に南面して建つ[2]。
  - 元禄2年（1689年）竣工[2]。2004年（平成16年）改修[2]。2007年（平成19年）12月5日、登録有形文化財に登録された[2]。

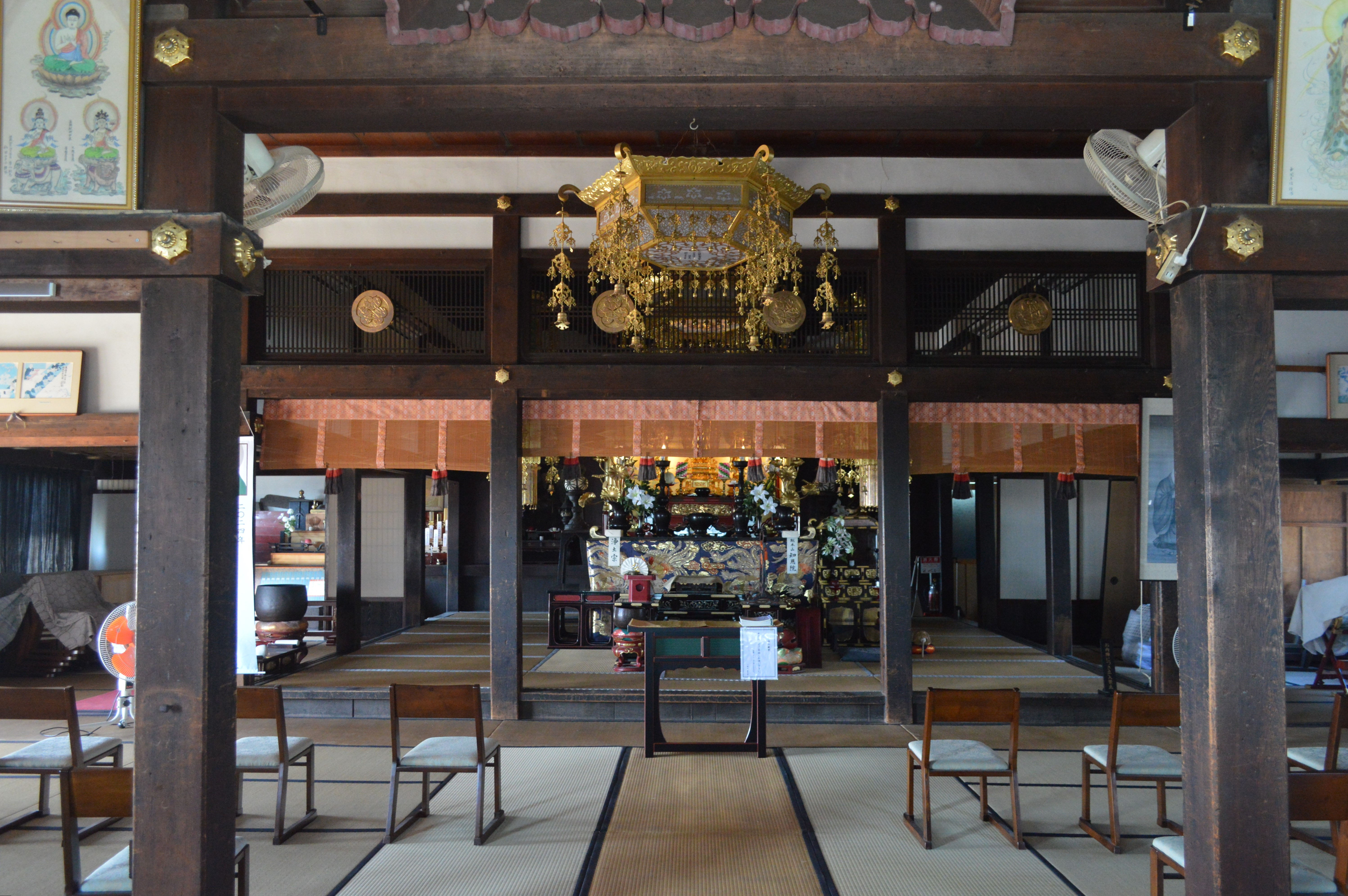
本堂の内部
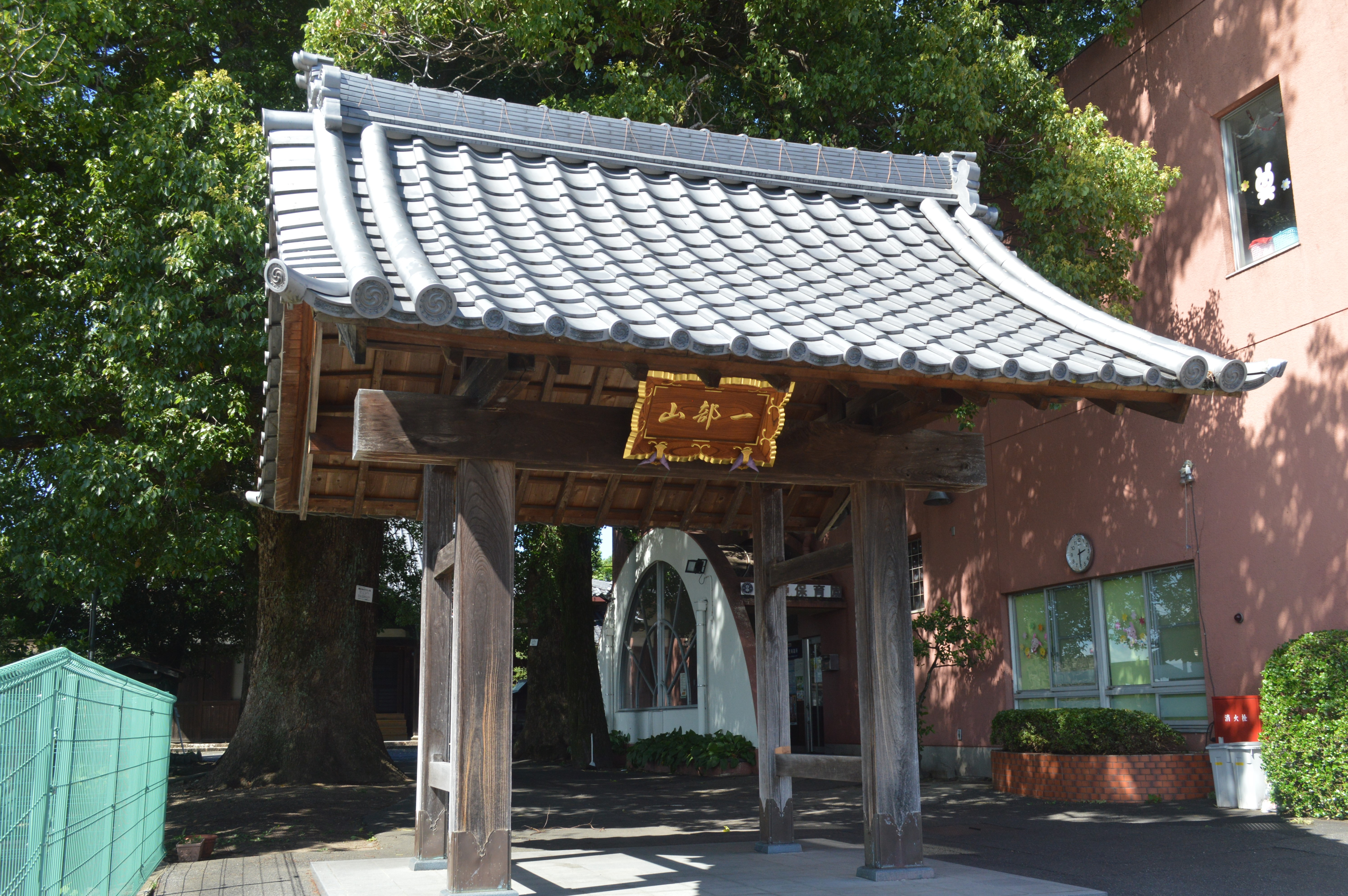
山門